# Ханс Вахли
Ханс Вахли (11. јануар 1927 — Москва, 4. јануар 2012) бивши је швајцарски атлетичар који се такмичио у скоку увис. Двоструки је учеоник на Летњим олимпијским играма 1948. у Лондону и 1952. у Хелсинкију
Прво велико међународно такмичење на којем је Вахли учествовао било је Европско првенство на отвореном 1946. у Ослу где је завршио на 15. месту.  Две године касније на Летње олимпијске игре 1948.|Олимпијским играма]] у Лондону завршио је као седми резултатом 1,90 м.
а на Европском првенству 1950.. у Бриселу четврти са истим резултатом  .
На Олимпијским играма 1952. у Хелсинкију био је шеснаести  а на Европском првенсдтву 1954. у Берну једанаести. .
Лично рекорд 1,95 м поставио 1951. године.